# 작은삼각형자리
작은삼각형자리(Triangulum Minus)는 요한네스 헤벨리우스가 제안하여 만들어진 별자리이다. 그러나 지금은 사라진 별자리이다. 3개의 별이 구성하고 있으며, 그 3개의 별은 삼각형자리 이오타, 삼각형자리 10, 삼각형자리 12이다.